# نیکولاس گیائوچینی
نیکولاس گیائوچینی (انگلیسی: Nicholas Gioacchini؛ زادهٔ ۲۵ ژوئیهٔ ۲۰۰۰) بازیکن فوتبال اهل ایالات متحده آمریکا است که در حال حاضر برای باشگاه فوتبال کومو بازی می‌کند. 
از باشگاه‌هایی که در آن بازی کرده است می‌توان به باشگاه ورزشی مون‌پلیه، باشگاه فوتبال سنت لوئیس سیتی، باشگاه فوتبال کان، باشگاه فوتبال کومو و باشگاه فوتبال اورلاندو سیتی اشاره کرد.
وی همچنین در تیم ملی فوتبال ایالات متحده آمریکا بازی کرده است.